# Masaniello
Masaniello (una abreviació de Tommaso Aniello) (Nàpols, Campània, 26 de juny de 1623 — 16 de juliol de 1647) fou un pescador napolità que esdevingué líder de la revolta local contra els Habsburg de la monarquia hispànica durant el 1647.

## La revolta
El 3 de gener de 1647 el virrei espanyol, Rodrigo Ponce de León, duc d'Arcos, imposà un nou tribut sobre el gra i la fruita, unit als que ja pesaven sobre el poble, feia impossible de poder viure, sobretot a la classe treballadora.
Després d'haver protestat inútilment, hi hagué un alçament popular a Palerm, a Sicília, al qual li seguí un altre més important a Nàpols el 7 de juliol de 1647, entaulant-se en el mercat públic una lluita entre el venedors de fruita i els agents d'hisenda. Masaniello, animat de sentiments hostils vers el govern, a causa d'haver castigat la seva esposa per evadir el pagament de l'impost, cridà perquè l'ajudessin, a la multitud; les oficines d'impostos foren saquejades i arrasades; les presons obertes, i el virrei, i els sediciosos s'apoderaren de la persona del virrei, el qual es veié obligat a prometre a la població l'aboliment dels impostos imposats. De nit però, el virrei pogué escapolir-se i refugiar-se primer en un convent veí, a continuació, al Castel Sant'Elmo i, finalment, a Castel Nuovo, deixant la ciutat en mans dels rebels.
Masaniello va intentar disciplinar la multitud i va provar de limitar-ne els instints vandàlics i, en certa manera, ho va aconseguir. Vestit amb roba de pescador, oferia audiències i administrava justícia des d'una bastida de fusta de fora de la mateixa casa. Diversos manifestants, entre ells el duc de Maddaloni, un oponent del virrei, i el seu germà Giuseppe Caraffa, que havien arribat a Nàpols per a causar-hi problemes, van ser condemnats a mort per ell i foren executats tot seguit.
La màfia, que cada dia obtenia més armes, esdevenia cada vegada més intractable, terroritzava la ciutat, i va fer sortir les tropes convocades des de l'exterior, permetent que s'elegís Masaniello «capità general», estenent la revolta fins a les províncies. Finalment, el virrei, qui no havia pogut mantenir cap negociació abans amb Masaniello per les freqüents interrupcions del tumult, va acabar per concedir totes les exigències que demanava.
El 13 de juliol de 1647, amb la mediació del cardenal Ascanio Filomarino, arquebisbe de Nàpols, es va signar un conveni entre el Duc d'Arcos i Masaniello com a «líder de les persones més fidels de Nàpols», i amb el qual els rebels van ser indultats, els impostos més opressius eliminats, i els ciutadans van rebre la concessió de certs drets, com ara continuar en armes fins que el tractat fos ratificat pel rei de les Espanyes, en aquell moment, Carles V (Carles II d'Aragó). Tot seguit, l'astut Duc d'Arcos va convidar al palau Masaniello, va confirmar-li el seu títol de «capità general del poble napolità», li va donar una cadena d'or d'oficina, i li va oferir una pensió. Masaniello va negar-se a la pensió per dignitat, afirmant que desitjava tornar a la seva antiga vida com a pescador. No obstant això, va ser entretingut pel virrei i, en part a causa de la tensió i l'emoció dels últims dies i, en part pel mareig del seu sorprenent canvi de fortuna o, potser, com es creu, perquè va ser enverinat, va perdre el cap i es va comportar com un foll frenètic.
La gent va continuar obeint-lo durant uns dies, fins que, abandonat pels seus millors amics, que es van acabar aliant amb els espanyols, va ser assassinat a pedregades per uns malfactors mentre arengava a una multitud a la plaça el 16 de juliol de 1647. Tallaren el seu cap i el portaren al virrei mentre que el cos era enterrat fora de la ciutat. Però, l'endemà, el poble, enfurismat per l'alteració de les mesures per al pesatge de pa, es va penedir de la bogeria comesa, i el cos de Masaniello va ser desenterrat i rebé un esplèndid funeral, on el mateix virrei va participar-hi.

## Empremta en la història i les arts
- Daniel-François Esprit Auber, aprofità l'afer per escriure la seva òpera La Muette de Portici.